# Vietteilus stenoptilioides
Vietteilus stenoptilioides là một loài bướm đêm thuộc họ Pterophoridae. Nó được tìm thấy ở Madagascar.